# Tamàndua meridional
El tamàndua meridional (Tamandua tetradactyla) és una espècie de tamàndua de Sud-amèrica. És un animal solitari, que viu en molts hàbitats de selves i sabanes àrides. S'alimenta de formigues, tèrmits i abelles. Té unes urpes davanteres que es poden utilitzar per trencar els nius d'insectes o per defensar-se.

## Habitat
Habita boscos humits i secs, selves tropicals, sabanes i muntanyes. Els agrada viure prop de rius i rierols, especialment on abunden les enfiladisses i epífites (car que la majoria de les seves preses estan en aquelles àrees).

## Morfologia
Mesuren de 33-88 cm (adult sense cua) i pesen d'1,5-8,4 kg (adult). No es troben diferencies entre el mascle i la femella en el cas de l'altura i el pes. Caminen sobre quatre potes amb garres que utilitzen per desenterrar els nius de formigues i pujar als arbres. La seva part de baix i la punta de la cua no tenen pel. El musell és llarg amb una obertura per on treuen la llengua. Son molt semblants al tamàndua del nord, l'única diferencia es la llargària de les orelles: Tamandua tertradactyla té les orelles més llargues.

## Conservació
El tamàndua meridional es caça furtivament per amb cans entrenats per caçar-los. Utilitzen la seva pell per roba i les resistents fibres de la coa per fer cordes. A més és utilitzat per els indis amazònics contra formigues o termites. Així i tot, el perill d'extinció del tamàndua meridional és mínim.